# قشلاق (گرمی)
قشلاق، روستایی از توابع بخش مرکزی شهرستان گرمی در استان اردبیل ایران است.

## جمعیت
این روستا در دهستان اجارود غربی قرار دارد و براساس سرشماری مرکز آمار ایران در سال ۱۳۸۵، جمعیت آن ۲۰ نفر (۶ خانوار) بوده‌است.